# Route nationale 589
Pour les articles homonymes, voir Route nationale 589 (homonymie).
La route nationale 589 ou RN 589 était une route nationale française reliant Le Puy-en-Velay à Chaudes-Aigues. À la suite de la réforme de 1972, elle a été déclassée en RD 589 dans la Haute-Loire et en RD 989 en Lozère et le Cantal.

## Ancien tracé du Puy à Chaudes-Aigues (D 589 & D 989)

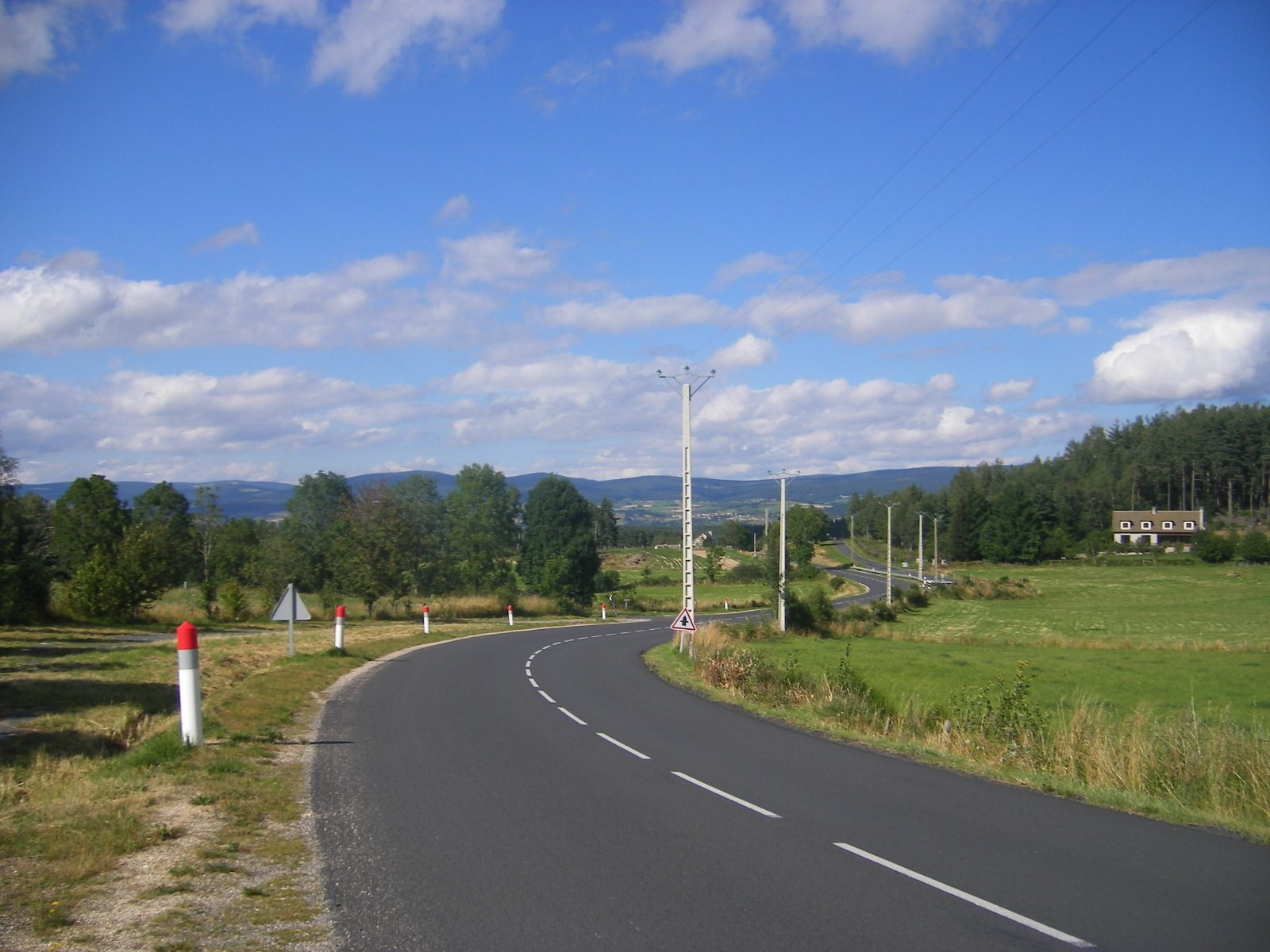
La RN 589 près d'Ortizet (commune de Saint-Pierre-le-Vieux

- Le Puy-en-Velay
- Bains
- Monistrol-d'Allier
- Saugues
- Paulhac-en-Margeride
- Le Malzieu-Ville
- Saint-Chély-d'Apcher
- Termes
- Fournels
- Saint-Juéry
- Chaudes-Aigues